# Chionodes distinctella
Chionodes distinctella — вид лускокрилих комах з родини виїмчастокрилі молі (Gelechiidae).

## Поширення
Вид поширений в Європі, Північній Африці та Центральній Азії. Середовище існування складається з сухих, кам'янистих верес і лук, узбіччя і нерівних пасовищ.

## Опис
Розмах крил 15-19 мм. Кінцевий суглоб пальпи має таку ж довжину, як другий. Передні крила коричневі, як правило, з домішкою темного ворсу; зазвичай нечіткі темні мускусні плями на кості біля основи, на 1/4 та за серединою, а також на диску біля основи та на 1/4; стигмати чорні, часто частково облямовані білуватим, перший диск за межами згину; нечітка бліда залізиста кутова фасція на 3/4, іноді майже застаріла. Задні крила світло-сірі.

## Спосіб життя
У Західній Європі дорослі особини були зареєстровані на крилі з початку червня до жовтня у двох поколіннях на рік. Личинки харчуються корінням різних видів дроку (Genista) та чебрецю (Thymus), а також полину-нехвороща (Artemisia campestris).